# Orsanka
Orsanka, Orsa (oroszul: Оршанка, Орша, mari nyelven Ӧрша, Ӧршасола) városi jellegű település Oroszországban, Mariföldön, az Orsankai járás székhelye.
Lakossága: 6589 fő (a 2010. évi népszámláláskor).

## Fekvése
Joskar-Olától 33 km-re északra, az Orsa és az Osla folyók találkozásánál terül el. Itt vezet a Kirov területi székhely felé is leágazó „Vjatka” nevű R176-os főút. A legközelebbi vasútállomás a 15 km-re fekvő Tabasino.

## Története
A 18. század végén a Vjatkai kormányzóságból elköltözők közül többen itt telepedtek le, a helyet a folyóról Orsá-nak nevezték el. A Jaranszkba vezető kereskedelmi útvonal mentén, Orsa és Krajevo falvak között fatemplomot építettek és 1861-ben szentelték fel. Attól kezdve a település falunak (szelo) számított. Később a fatemplom helyett kőből emeltek templomot.
1975-ben lett városi jellegű település. 1976 óta működik a településen középszintű ipari technikum.